# Psiquiatría computacional
La psiquiatría computacional es una rama de la psiquiatría que combina múltiples niveles y tipos de computación con múltiples datos en un esfuerzo de mejorar el entendimiento, la predicción y el tratamiento de las enfermedades mentales.

## Introducción
La psiquiatría computacional apunta a modelar los cálculos que hace el cerebro, es decir, las soluciones del cerebro a los problemas que enfrenta, y a comparar las percepciones, pensamientos y comportamientos patológicos que usualmente definen a los trastornos psiquiátricos, con respecto funcionamiento normal en relación a la toma de decisiones y al procesamiento neural. Al formalizar matemáticamente la relación entre síntomas, ambiente y neurobiología, espera proveer las herramientas para identificar las causas de síntomas particulares en pacientes de manera individual.
La idea de la psiquiatría biológica: el cerebro es el órgano que genera, sostiene y apoya la función mental, y la psiquiatría moderna busca la base biológica de las enfermedades mentales. Este enfoque ha sido el principal impulsor del desarrollo de generaciones de fármacos antipsicóticos, antidepresivos y contra la ansiedad que gozan de un uso clínico generalizado. A pesar de este progreso, la psiquiatría biológica y la neurociencia se enfrentan a una enorme brecha explicativa. Esta brecha representa la falta de niveles intermedios apropiados de descripción que unan las ideas articuladas a nivel molecular a las expresadas a nivel de entidades clínicas descriptivas, como la esquizofrenia, la depresión y la ansiedad. En general, carecemos de una comprensión suficiente de la cognición humana (y los fenotipos cognitivos) para proporcionar un puente entre lo molecular y lo fenomenológico. Esto se refleja en las preguntas e inquietudes relacionadas con la clasificación de las enfermedades psiquiátricas, en particular, cada vez que se revisa el Manual diagnóstico y estadístico de trastornos mentales (DSM, por sus siglas en inglés) de la American Psychiatric Association.
Si bien es probable que las múltiples causas expliquen el estado actual de las cosas, un contribuyente a esta brecha es la efectividad (casi) irrazonable de los medicamentos psicotrópicos. Estos medicamentos son de gran beneficio para un número sustancial de pacientes; sin embargo, nuestra comprensión de por qué funcionan en la función mental sigue siendo rudimentaria. Por ejemplo, los receptores se entienden como motivos moleculares (codificados por genes) que transfieren información de un sitio celular a otro. Los ligandos de los receptores, cuyo bloqueo o activación alivia los síntomas psiquiátricos, brindaron una especie de salto conceptual que parecía obviar la necesidad de explicar las numerosas capas de representación que intervienen entre la función del receptor y el cambio de comportamiento. Esto, a su vez, generó explicaciones de los fenómenos mentales en términos simplistas que invocaron un mapeo directo de la activación del receptor a cambios complejos en el estado mental. Todos somos participantes en este estado de cosas, ya que el alivio de los síntomas en las enfermedades mentales graves es suficiente desde una perspectiva clínica, independientemente de si existen modelos que conecten los fenómenos biológicos subyacentes con la función mental dañada. Un medicamento que alivia o elimina los síntomas en una gran población de sujetos es, sin duda, de gran utilidad, incluso si falta la explicación de por qué funciona. Sin embargo, las brechas significativas en la efectividad de los medicamentos para diferentes enfermedades mentales significan que debemos mirar los avances en neurociencia moderna y ciencia cognitiva para ofrecer más.